# No Broken Hearts
"No Broken Hearts" é uma canção da cantora norte-americana Bebe Rexha, com a participação da rapper trinidiana-americana Nicki Minaj. Foi escrita por ambas em conjunto com Jacob Kasher e produzida por The Invisible Man e Salt Wives. A canção foi lançada em 16 de março de 2016 através da Warner Bros Records.

## Antecedentes
Após o lançamento do EP I Don't Wanna Grow Up, Rexha entrou em turnê pela Europa e esteve presente como uma das atrações da Warped Tour. Rexha também voltou a produzir canções para seu álbum de estreia, além de colaborar para outros artistas, como Reykon, Havana Brown e G-Easy. Bebe e Nicki trabalharam juntas pela primeira vez na faixa "Hey Mama", de David Guetta, que se tornou um sucesso internacional. As duas apresentaram a música ao vivo pela primeira vez juntas durante o iHeart Radio Summer Pool Party no Caesars Palace in Las Vegas em 30 de maio de 2015.
"No Broken Hearts" foi anunciada em dezembro de 2015, através de uma postagem no Twitter de Minaj com o refrão da canção. Em janeiro de 2016, a canção foi apresentada ao vivo em versão acústica no evento da série The Magicians, do Syfy.

## Composição
Em uma entrevista para Elvis Duran Show, Rexha disse que escreveu "No Broken Hearts" em um dia em que ela se sentiu com fantasmas e abandonada pelas pessoas. Ela foi para o estúdio, colocou algumas batidas no computador e sem estilo criou toda a canção na cabine de gravação. Ela manteve a parte principal do que ela gravou naquele dia na versão final, mesmo que em sua visão não estivesse perfeito, só porque achava que havia algum sentimento. Ela pensou que a música era muito especial e social e decidiu enviar a faixa para Nicki Minaj, que imediatamente entrou no projeto. Em uma outra entrevista para "Zack Sang Show", ela disse que "trabalhar com Nicki Minaj foi incrível. Ela é tão perfeccionista". Ela disse que queria recriar com Nicki o mesmo sucesso que haviam criado enquanto colaboravam para "Hey Mama".

## Vídeo musical
O vídeo musical para "No Broken Hearts" foi filmado e dirigido por Dave Meyers e foi lançado em 7 de abril de 2016. G-Eazy, que colaborou com Rexha em "Me, Myself & I", faz uma participação especial em uma das cenas (ele abraça Rexha).

## Faixas e formatos
- Download digital (versão limpa)[12]

1. No Broken Hearts (com participação de Nicki Minaj) – 3:59

- Download digital (versão explicita)[1]

1. No Broken Hearts (com participação de Nicki Minaj) – 3:59

## Desempenho nas paradas musicais
| Tabela musical (2016)                           | Melhor posição |
| ----------------------------------------------- | -------------- |
| Bélgica (Ultratop Urban de Flandres)            | 39             |
| Canadá (Canadian Hot 100)                       | 97             |
| ERRO: DEVE FORNECER ano PARA PARADA checa       | 73             |
| Índia (Creative Disc Top 50)                    | 3              |
| ERRO: DEVE FORNECER ano PARA TABELA eslovaca    | 56             |
| Estados Unidos (Bubbling Under Hot 100 Singles) | 9              |
| Estados Unidos (Billboard Mainstream Top 40)    | 38             |
| Estados Unidos (Billboard Rhythmic)             | 42             |

## Créditos
- Bebe Rexha - vocal e composição
- Nicki Minaj - vocal e composição
- Jacob Kasher Hindlin - composição
- The Invisible Men - produção, teclado
- Salt Wives - produção
- Lunchmoney Lewis - vocal de apoio
- Jason Pebworth - vocal de apoio
- Koko LaRoo - vocal de apoio
- Alex Oriet - guitarra, teclado
- David Phelan - guitarra, teclado
- George Astasio - guitarra
- Serban Ghenea - mixagem
- John Hanes - engenharia de mixagem